# Edward Woodruff Seymour

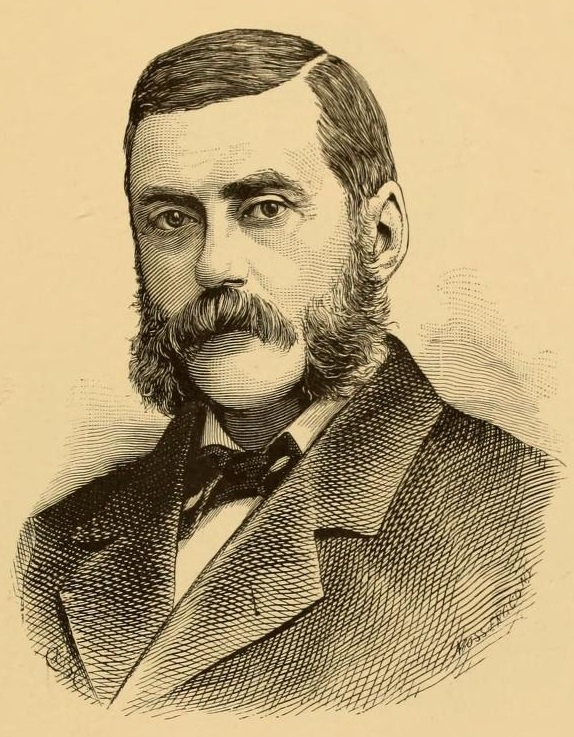
Edward Woodruff Seymour, 1888

Edward Woodruff Seymour (* 30. August 1832 in Litchfield, Connecticut; † 16. Oktober 1892 ebenda) war ein US-amerikanischer Politiker. Zwischen 1883 und 1887 vertrat er den Bundesstaat Connecticut im US-Repräsentantenhaus.

## Werdegang
Edward Seymour war der Sohn von Origen S. Seymour, der zwischen 1851 und 1855 Kongressabgeordneter für den Staat Connecticut war. Der jüngere Seymour besuchte die öffentlichen Schulen seiner Heimat und studierte danach bis 1853 am Yale College. Nach einem anschließenden Jurastudium und seiner im Jahr 1856 erfolgten Zulassung als Rechtsanwalt begann er in Litchfield und Bridgeport in seinem neuen Beruf zu praktizieren.
Seymour war Mitglied der Demokratischen Partei. Zwischen 1859 und 1871 war er mehrfach Abgeordneter im Repräsentantenhaus von Connecticut. Im Jahr 1876 saß er im Staatssenat. Bei den Kongresswahlen des Jahres 1882 wurde er im vierten Wahlbezirk von Connecticut in das US-Repräsentantenhaus in Washington, D.C. gewählt. Dort trat er am 4. März 1883 die Nachfolge des Republikaners Frederick Miles an. Nach einer Wiederwahl im Jahr 1884 konnte er bis zum 3. März 1887 zwei zusammenhängende Legislaturperioden im Kongress absolvieren.
Nach dem Ende seiner Zeit im US-Repräsentantenhaus arbeitete Seymour zunächst wieder als Anwalt. Im Jahr 1889 wurde er zum Richter am Obersten Gerichtshof seines Staates berufen. Edward Seymour starb im Oktober 1892 in Litchfield und wurde dort auch beigesetzt.